# Belle of Louisville
Die Belle of Louisville ist ein historischer Heckraddampfer. Besitzer und Betreiber ist die Stadt Louisville, Kentucky, USA. Das Schiff befährt den Ohio River und liegt während der Schifffahrtsaison von Mai bis Oktober am zentralen Anlegeplatz von Louisville. Ursprünglich unter dem Namen Idlewild von James Rees & Sons Company in Pittsburgh für die West Memphis Packet Company 1914 erbaut, befuhr es zuerst den Allegheny River. Die Konstruktion besteht aus einer festen Stahlhülle mit asphaltiertem Deck. Mit einem dadurch resultierenden Tiefgang von nur ca. 1,5 m ist es dem Schiff möglich, fast jedes Gewässer um Louisville zu befahren. 1972 wurde das Schiff in das National Register of Historic Places aufgenommen und seit 1989 ist es als National Historic Landmark eingestuft.

## Geschichte

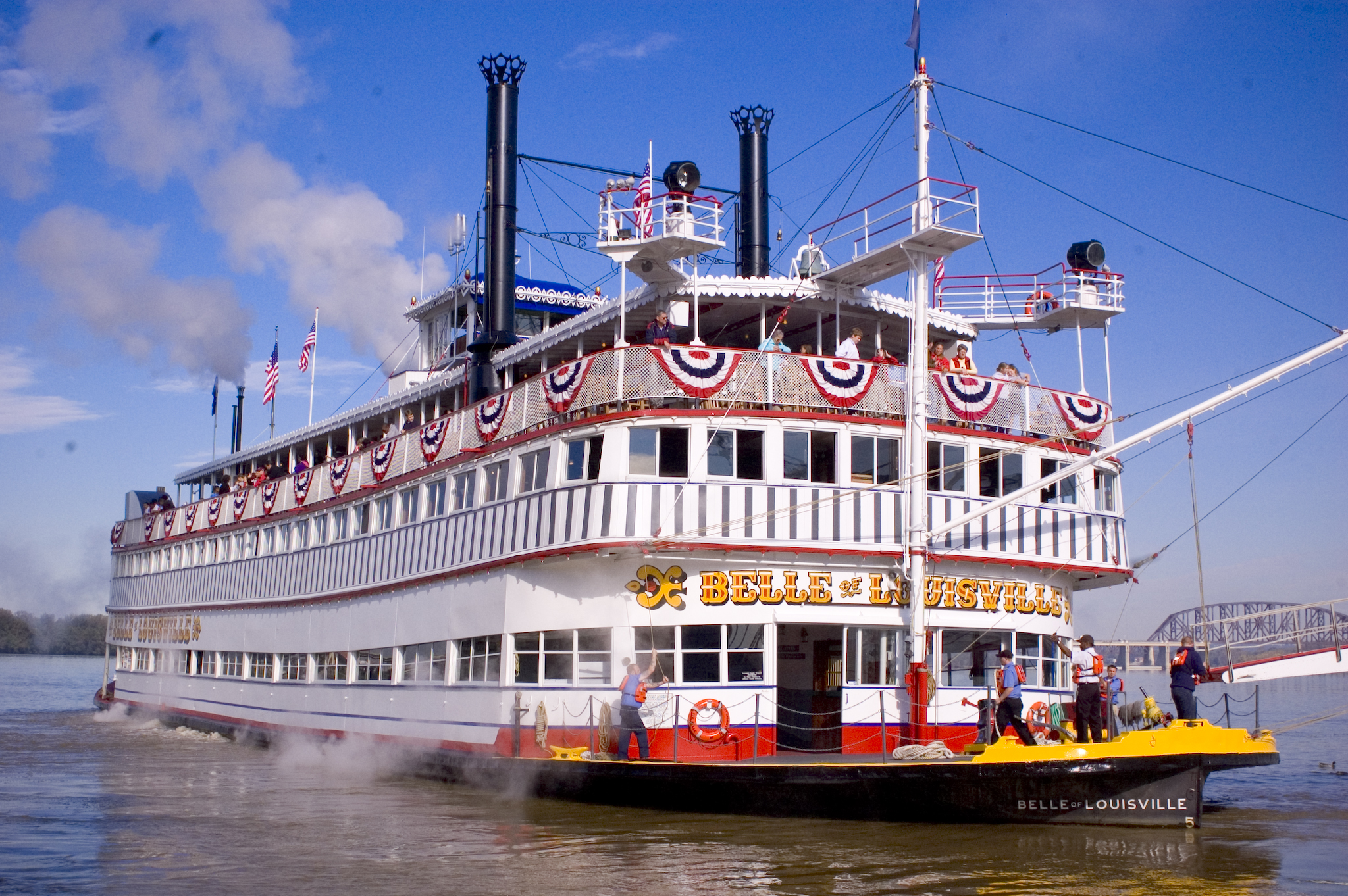
Die Belle of Louisville in Fahrt

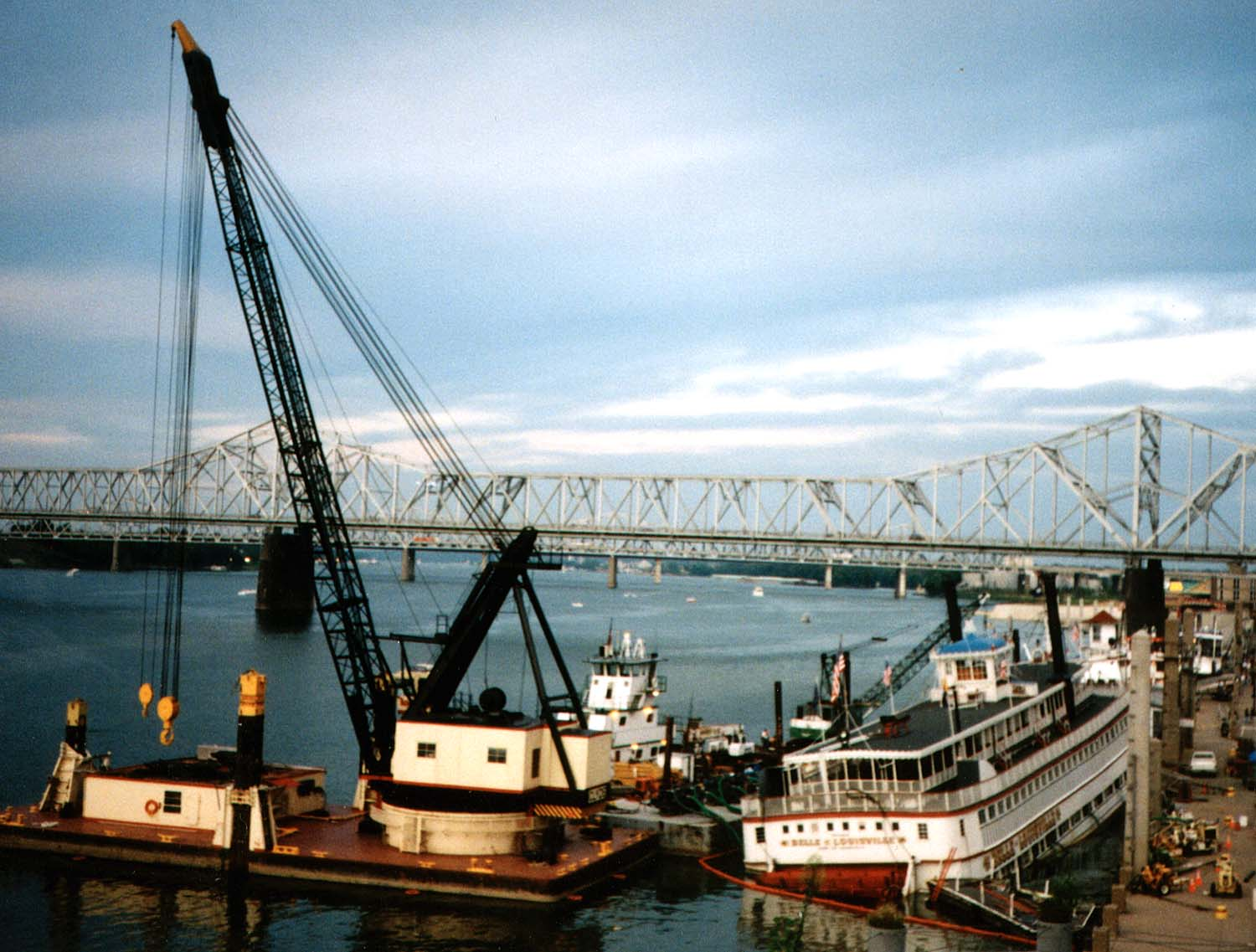
Das U.S. Army Corps of Engineers hilft beim Heben nach dem Unglück 1997

Die Idlewild diente nach ihrer Indienststellung als Passagierfähre zwischen Tennessee und West Memphis, Arkansas. Auch Fracht, in erster Linie Baumwolle, Holz und Getreide, wurde von Beginn an transportiert. 1931 wurde sie nach Louisville überstellt und diente als Fähre zwischen dem Fontaine Ferry Park und Rose Island. Während des Zweiten Weltkriegs wurde das Schiff zum Schieben von Tankleichtern umgebaut und als United-Service-Organizations-Truppenerholungsschiff eingesetzt. Nach Ende des Krieges wurde es an J. Herod Gorsage verkauft und in Avalon umbenannt. Während der nächsten Jahre befuhr das Schiff den Mississippi River, den Missouri River und viele kleinere Flüsse und ankerte dabei in sehr vielen Häfen. 1962 wurde das Schiff, stark reparaturbedürftig, versteigert und auf den Namen Belle of Louisville umgetauft. Am 30. April 1963, nach umfassenden Reparaturen, lief die Belle erstmals wieder aus. Die erste Fahrt war auch der Beginn eines einzigartigen traditionsreichen Dampfschiffrennens zwischen der Belle und der Delta Queen, das seitdem jährlich stattfindet (The Great Steamboat Race).
Am 10. April 1972 wurde das Dampfschiff als Konstruktion in das National Register of Historic Places aufgenommen. Seit dem 30. Juni 1989 hat sie den Status einer National Historic Landmark.
1997 sank die Belle of Louisville teilweise an ihrem Ankerplatz, ein ehemaliges Crewmitglied konnte später der Sabotage überführt werden. Durch die schnelle Reaktion der Mannschaft wurde Schlimmeres verhindert. Die Belle wurde gehoben, instand gesetzt und war wenige Wochen später wieder fahrbereit. Seit 2007 ist Mark Doty Kapitän der Belle und trägt dabei den offiziellen Titel Master of the Fleet.

## Technik
Das Schiff ist 48 m lang und 11 m breit und bietet während der Hauptsaison 750 Passagieren Platz. Es besitzt einen breiten Bug und einen flachen Rumpf ohne Kiel. Das Heck besitzt runde Einbuchtungen für die drei Ruder. Die Belle besitzt drei Decks: das Hauptdeck, in dem die Antriebsmaschinerie untergebracht ist, ein Deck über den Dampfkesseln und das Oberdeck mit dem Steuerhaus. Drei Großwasserraumkessel, die mit Öl betrieben werden und ca. 13,8 bar Druck erzeugen, liefern den Dampf für die zwei je 336 kW leistenden Hauptmaschinen und Hilfsmaschinen. Die aktuellen Kessel sind bereits die vierten in der Belle, ähneln den Originalen jedoch stark und wurden 1968 eingebaut. Die Maschinen kamen bereits in anderen Dampfschiffen zum Einsatz und wurden 1889 oder 1890 gebaut. Das Heckschaufelrad hat einen Durchmesser von 5,80 Meter und eine Breite von 7,32 Meter und hat sechs Reihen mit je 16 Schaufelblättern. Die beiden Einzylinderdampfmaschinen haben einen Kolbendurchmesser von 40,6 cm und einen Hub von 1,98 Meter.